# Incentive A/S
 For alternative betydninger, se Incentive. (Se også artikler, som begynder med Incentive)
Incentive A/S var Danmarks første kapitalformidlingsselskab (ventureselskab), stiftet 1967 af Privatbanken. Virksomheden blev stiftet med henblik på at tilbyde kapital- og ledelseserfaring til virksomheder, der grundet problemer med generationsskifte eller manglende sans for strukturrationalisering var i stagnation, men som havde potentiale for fremtidig vækst.
Forbilledet var det svenske ventureselskab Incentive AB, og idémanden, den svenske industrimagnat Marcus Wallenberg, bakkede fra starten om det danske søsterselskab og skød ti pct. af aktierne i det danske selskab.
I 1990 var Incentive A/S bl.a. ejet af ATP, Den Danske Bank, Hafnia, Unibank og Chr. Augustinus Fabrikker
I en periode ejede Incentive A/S firmaet Collstrop, der udførte imprægnering af træ, og som har efterladt en række stærkt forurenede grunde i hele Danmark. Nyhedsmagasinet 21 Søndag kunne i 2011 afsløre, at samme år (1989), som der fra Skov- og Naturstyrelsen blev rejst erstatningskrav angående oprydning af forureningen i Allerød, Hillerød, Horsens, Køge og Odense, blev størstedelen af virksomhedens egenkapital, lige knap 28 mio., udbetalt til ejerne af Collstrop. Det var på daværende tidspunkt kapitalfonden Incentive A/S, som ejede Collstrop. Samme år, som Incentive trak det meste af Collstrops egenkapital ud af firmaet, udbetalte Incentive 25 mio. i udbytte til ejerne. Incentives direktør var dengang Poul Jørgen Jensen. Han sad på samme tidspunkt i bestyrelsen for Collstrop.
Det betyder, at de daværende ejere ikke har efterladt penge til at finansiere oprydningen af forureningen, der dermed påhviler staten, dvs. skatteborgerne.
I 1992 fusionerede Incentive med det finansielt robuste Kryolitselskabet Øresund A/S.
Den 20. december 2001 var Incentive-aktien faldet med 90%, og børsværdien for hele koncernen var ca. 75 mio. kr. mod, at regnskaberne viste en egenkapital på 1,4 mia. kr.
I bankkonsortiet på otte banker der holdt hånden under Incentive var tilliden til at bestyrelsen evner at rette selskabet op ikke stor. Bankkonsortiet talte på det tidspunkt bl.a. Danske Bank, Nordea, FIH Erhvervsbank og hollandske ABN AMRO.
16. marts 2004 gik Incentive A/S konkurs med en bankgæld på 1,3 mia. kr. Konkursen medførte, at alle almindelige kreditorer fik deres tilgodehavende, men aktionærerne tabte alt. For de fire banker, der i lang tid havde afstået fra rentetilskrivning på deres tilgodehavende, viste tabskontoen ca. 300 mio. kr.
Årsagen var, at Incentive havde været ringe til at udvikle sine virksomheder, der i stedet for at komme videre blot blev hængende i porteføljen. En perlerække af dansk erhvervslivs spidser var involveret i Incentive, men lige lidt hjalp det.
Incentive havde hovedsæde på Kongens Nytorv 28 i København, indtil det i 2000 flyttede til Hadsund.

## Bestyrelsesformænd
Denne liste er ufuldstændig; hjælp gerne med at udfylde den.
- 1980-1983 Nils Wilhjelm
- 1985-1999 Erik B. Rasmussen
- 1999-2002 Kurt Anker Nielsen
- 2002-2004 Henrik Stenbjerre

### Andre bestyrelsesmedlemmer
- Mogens Absalonsen
- Leif Arnesen
- Peter Augustinus
- Ebbe J. Christensen
- Anders Knutsen
- Erik Mollerup
- Hugo Schrøder
- Haldor Topsøe
- Elvar Vinum
- Jørgen Worning

## Administrerende direktører
Denne liste er ufuldstændig; hjælp gerne med at udfylde den.
- 1967-1970 Vagn Holck Andersen
- 1970-1974 Hugo Schrøder
- 1974-1976 Johan-Otto Bjørling
- 1976-1980 Flemming Fischer
- 1980-1983 Palle Marcus
- 1983-1986 Nils Wilhjelm
- 1986-1996 Axel Lejrskov
- 1996-2000 Jan Berg
- 2000-2004 Jørgen Frost

## Øvrige direktører og ledelse
Denne liste er ufuldstændig; hjælp gerne med at udfylde den.
- 1980-1990 Poul Jørgen Jensen, underdirektør og finansdirektør
- 1981-1986 Mogens Granborg, viceadm. direktør
- 1993-1993  Christian Lütken, investeringsdirektør
- 1993-1996 Eric Søe Rylberg, finansdirektør
- 1997-2000 Poul Erik Tarp, finansdirektør
- 2001-2002 Anders Olesen, finansdirektør

## Ejede virksomheder
Denne liste er ufuldstændig; hjælp gerne med at udfylde den.
- Collstrop A/S (1968-1991, i 1971 50% ejerandel), solgt til Nordisk Aktiv Virke A/S
- Kelsen Småkager (1992-?)
- Taarup Maskinfabrik
- Dansk Salt
- Thygesen Tekstil
- Scan-Globe A/S (?-1988)
- Sonofon A/S (15% ejerandel, 1991-1996)
- Wittenborg A/S (?-2000), solgt til kapitalfonden Compass Partners i London
- Marwi A/S
- ALTO A/S (100% ejerandel, ?-2004), solgt til Nilfisk-Advance A/S for 900 mio. kr. på gældfri basis
- BASTA
- NEFA
- Danfysik
- Wodschow
- Dantec